# آب‌انبار صفوی سجزی
آب‌انبار صفوی شهر سجزی، از جمله آثار با ارزش تاریخی این شهر است که در ارتباط با یک کاروانسرا طراحی شده و تا سال ۱۳۵۴ هجری شمسی اب آشامیدنی این منطقه از طریق این آب‌انبار تأمین پیشنهاد است.
بدین صورت آن از سیستم جوی کلی، مسیری به آب‌انبار ریخته و پس از ته‌نشین شده گل و لای موجود در آب‌انبار، این اب برای مصرف اهالی مهیا می‌کند شده است. حجم آب‌انبار مصرفی ۱۵ تا ۱۶ روز اهالی را تأمین می‌کرده است.

## سازمان دهی فضایی
برای دسترسی به آب‌انبار باید از پلکانه گذر کرد عرض این راه پله برای استفاده کنندگانی که ظروف آب را حمل می‌کنند در نظر گرفته شده و پوشش آن از نوع طاق آهنگ است در انتهای راه پله فضای کوچک و حوضچه‌ای مسطح قرار دارد که پاشیر نامیده می‌شود برداشت آب از طریق شیرهای تعبیه شده در این محوطه صورت می‌گیرد.
مخزن ای آب‌انبار از نوع چهارگوش و ستون دار می‌باشد و دارای پوشش طاق و چشمه است و برای خنک نگه داشتن آب و تهویه آن از دو بادگیر با مقطع چهارضلعی استفاده شده است.

## مصالح
برای احداث آب‌انبار به علت رطوبت زیاد و فشاری که حجم آب به دیواره‌ها وارد می‌سازد از مصالح مرغوب و مقاوم در برابر رطوبت استفاده می‌کردند برای این کار کاربرد نوعی آجر مرغوب که با آجر آب‌انباری شهرت دارد متداول بوده است. برای چیدن آجرها از ملاتی با ترکیب
- خاکستر
- ماسه
- آهک

و برای پوشش بنا، از ملات قیر چارو، یعنی گچ، خاک رس و شکر سنگ استفاده می‌کردند. برای ایزولاسیون پشت دیوارها و کف بنا شفتهٔ آهکی (شفته+آهک) به کار می‌بردند و همچنین سطح داخلی مخزن و تا ارتفاعی که در آن آب بالا می‌آید با ساروج اندود و آب بندی می‌شد.

## بررسی وضع موجود
در سال ۱۳۸۷ هجری شمسی سردر و سقف راه پله آب‌انبار توسط اداره مرمت سازمان میراث فرهنگی استان اصفهان بازسازی شد و در پی آن اقداماتی جهت کف سازی مخزن تعمیر پلکان ورودی و نورپردازی بنا صورت گرفته است.
با توجه به اینکه ساختمان شهرداری در همسایه این سایت تاریخ قرار دارد کاربری سالن اجتماعات شهرداری برای این بنای تاریخی پیش بینی شده است. اما در سال ۱۳۸۸ در کاربری تغییرات ایجاد شده به مکانی برای گردش گران تبدیل شده است.